# Obchodník s cennými papíry
Obchodník s cennými papíry - zkratka: o.c.p. (angl. brokerage firm) je právnická osoba, která svým zákazníkům zprostředkovává přístup ke kapitálovému trhu, tedy nakupuje a prodává cenné papíry. 
Provádí obchody s cennými papíry na účet svého zákazníka, čímž se liší od dealera, který provádí obchody na svůj účet.[zdroj?]
V České republice k tomu opravňuje zvláštní povolení ČNB, makléř poté poskytuje investiční služby dle zákona o cenných papírech.[zdroj?] Podle rozsahu povolení může vykonávat i další služby, např. poradenství. Obchodníkem s cennými papíry jsou zpravidla i banky.
Ve vztahu k České republice jde o osobu, která je podle zákona o cenných papírech oprávněna uskutečňovat obchody s cennými papíry, právy s cennými papíry spojenými a deriváty pro někoho jiného za provizi, a ve vztahu k jinému státu jakákoliv osoba, která je podle práva takového státu oprávněna uskutečňovat obchody s uvedenými aktivy pro někoho jiného za provizi.[zdroj?]
Obchodovat s cennými papíry mohou firmy pouze skrze investičního makléře, vázaného zástupce nebo investičního zprostředkovatele.

## Forex broker
Forex broker (makléř) je společnost registrovaná v obchodním rejstříku zabývající se zprostředkováním přístupu k obchodování na finančních trzích, konkrétně na Forexu. Společnost generuje zisk pomocí spreadů a poplatků za obchodování. Forex broker poskytuje svým zákazníkům platformu pro obchodování (software pro přístup na finanční trhy), sleduje aktuální dění na trhu, vydává stanoviska, sděluje nápady na obchodování ve formě komentářů, fundamentálních nebo technických analýz. V některých případech je možné obchodovat pouze za minimální částky (loty), na které je možné u Forex brokera skládat zálohy (margin trading). Při výběru Forex brokera se doporučuje věnovat pozornost tržní kapitalizaci, historii společnosti, počtu aktivních klientů, licenci a bezpečnosti financí.